# バンヤンツリー・ホールディングス
バンヤンツリー・ホールディングス （英語：Banyan Tree Holdings） は、シンガポールに拠点を置いているプレミアム・リゾート、ホテル、レジデンス、そしてスパ業界を牽引する国際的な運営・開発会社である。アジアを代表する高級ホテルチェーンのバンヤンツリー・ホテルズ&リゾーツを展開する。また、グループの基本事業はバンヤンツリー、アンサナ、カッシーア、ダーワ、ギャリア、ホーム、フォリオの7つのホテルブランドを中心としている。

## 概要
1994年に、タイのプーケット島にバンヤンツリー･プーケットを開業。その後、順調にホテル数を増やしていき、2020年11月時点で、24カ国（中国・マカオ・カタール・アラブ首長国連邦・サウジアラビア・インドネシア・ラオス・モルディブ・モーリシャス・メキシコ・モロッコ・セイシェル・韓国・タイ・ベトナムなど）に49のホテル、リゾート、レジデンス、スパを展開。日本国内でも京都に「バンヤンツリー・東山 京都」、「ダーワ・悠洛 京都」、「ギャリア・二条城 京都」、「ホーム・ステイ・椛 三条 京都」、「ホーム・ステイ・椛 四条 京都」、「ホーム・ステイ・椛 嵐山 京都」や大阪に「フォリオ・サクラ・心斎橋 大阪」、沖縄に「ホーム・ステイ・ユミハ 沖縄」など系列のホテルやリゾートを運営する。
2024年7月26日、京都市東山区に「バンヤンツリー・東山 京都」がソフトオープン、その後の2024年8月20日に本格オープンした。天然温泉と能舞台を有し、客室内は畳が敷かれた京都らしい和モダンの空間になっている。
その他オーストリア・ギリシャのほか、北海道のニセコ、箱根の芦ノ湖、2027年に北海道ボールパークFビレッジ敷地内にも系列ホテルの開業を予定している。
アコーホテルズや、オークラ ニッコー ホテルマネジメントとも提携している。

## ホテル所在地
| 名称                                     | 所在地                      | 客室数 | 開業 | ウェブサイト                  |
| ---------------------------------------- | --------------------------- | ------ | ---- | ----------------------------- |
| バンヤンツリー･プーケット                | タイ プーケット             | 148    | 1994 | Banyan Tree Phuket            |
| バンヤンツリーモルディブ・ヴァビンファル | モルディブ ヴァビンファル島 | 48     | 1995 | Banyan Tree Vabbinfaru        |
| バンヤンツリー･ビンタン                  | インドネシア ビンタン島     | 62     | 1995 | Banyan Tree Bintan            |
| バンヤンツリー･セーシェル                | セーシェル                  | 47     | 2002 | Banyan Tree Seychelles        |
| バンヤンツリー・バンコク                 | タイ バンコク               | 216    | 2002 | Banyan Tree Bangkok           |
| バンヤンツリー・リンガー 仁安            | 中国 シャングリラ           | 32     | 2005 | Banyan Tree Ringha            |
| バンヤンツリー・麗江                     | 中国 麗江                   | 55     | 2006 | Banyan Tree Lijiang           |
| バンヤンツリー・三亜 海南島              | 中国 海南島                 |        | 2008 | Banyan Tree Sanya             |
| バンヤンツリー・マディバル               | モルディブ                  |        |      | Banyan Tree Maldives Madivaru |
| バンヤンツリー・アルアリーン             | バーレーン                  |        |      | Banyan Tree Al Areen          |
| バンヤンツリー・クラブ&スパ ソウル       | 韓国                        | 34     | 2010 | Banyan Tree Club & Spa Seoul  |
| バンヤンツリー・東山 京都                | 日本 京都                   | 52     | 2024 | バンヤンツリー・東山 京都     |